# شعبه حبيش (حبيش)

تعديل مصدري - تعديل

شعبه حبيش محلة تابعة لقرية السهولة، التابعة لعزلة صائر بمديرية حبيش إحدى مديريات محافظة إب في الجمهورية اليمنية، بلغ تعداد سكانها 91 حسب تعداد اليمن لعام 2004.